# Max Baumbach

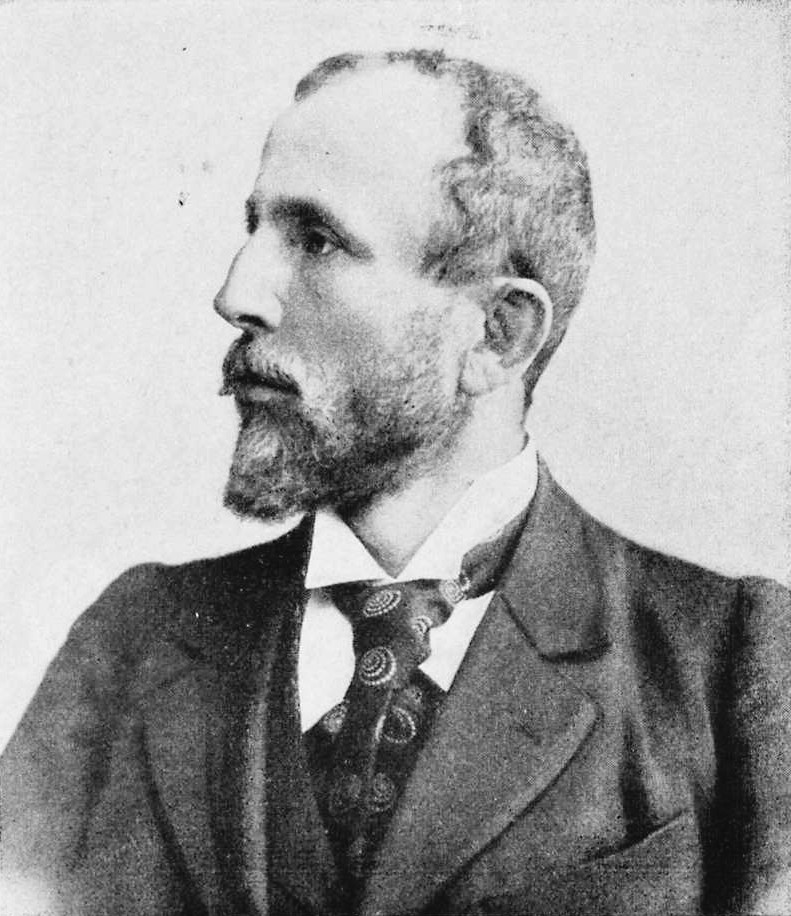
Max Baumbach

Johann Max Baumbach (* 28. November 1859 in Wurzen; † 4. Oktober 1915 in Berlin-Wilmersdorf) war ein deutscher Bildhauer und Holzschnitzer.

## Leben
Max Baumbach studierte Bildhauerei, zunächst 1881 bis 1884 an der Unterrichtsanstalt des Kunstgewerbemuseums Berlin, danach an der Berliner Kunstakademie, 1884 bis 1885 bei Fritz Schaper und 1885 bis 1887 in der Meisterklasse von Reinhold Begas. Seit 1885 präsentierte er eigene Werke und wurde bei Ausstellungen in München (1892) und Chicago (Weltausstellung 1893) ausgezeichnet. Von 1890 bis 1893 arbeitete er im Atelierhaus Lützowstraße 82. 1896 wurde er zum Mitglied der Preußischen Akademie der Künste berufen.
Baumbachs Werk ist überwiegend dem Neubarock zuzuordnen, sein bevorzugtes Genre waren heroische Herrscherstatuen.

„Seine künstlerische Auffassung war ein mittlerer Standpunkt zwischen dem freien Naturalismus und der formalen Stilisierung. Seine Werke hatten Linie und das ließ sie auch gut mit den strengen Formen der Architektur zusammen gehen.“

Vor allem im Stadtbild Berlins wurden eine Reihe seiner Standbilder aufgestellt. Er hat aber auch Standbilder für andere Orte geschaffen.
Zum Ende des 19. Jahrhunderts ließ er sich von den Architekten Otto Spalding und Alfred Grenander für 75.000 Mark eine Villa (Landhaus Baumbach) mit eigenem Atelierhaus in der Lietzenburger Straße Nr. 43 in Berlin-Wilmersdorf, nahe dem Kurfürstendamm errichten, die im Spätherbst 1900 fertiggestellt wurde.
Max Baumbach wurde auf dem Friedhof Wilmersdorf beigesetzt.

## Werke (Auswahl)
- Die Brandenburger Markgrafen Johann I. und Otto III. an der Siegesallee (Denkmalgruppe 5).
- Statue des Kaisers Friedrich Barbarossa für die südliche Eingangshalle des Reichstagsgebäudes.[5]
- Eine Kolossalstatue, die 1903 im Berliner Dom aufgestellt wurde.
- Reiterstandbild von König Albert von Sachsen vor dem Ständehaus in Dresden
- Bronzedenkmal für Friedrich Wilhelm von Seydlitz im schlesischen Trebnitz
- Gruppe von sechs Standbildern mit den protestierenden Reichsfürsten von 1529, die 1914 in der Gedächtniskirche in Speyer aufgestellt wurde
- Denkmal für Kaiser Friedrich III. in Wörth, anlässlich dessen Enthüllung am 18. Oktober 1895 Baumbach mit dem Professoren-Titel ausgezeichnet wurde.

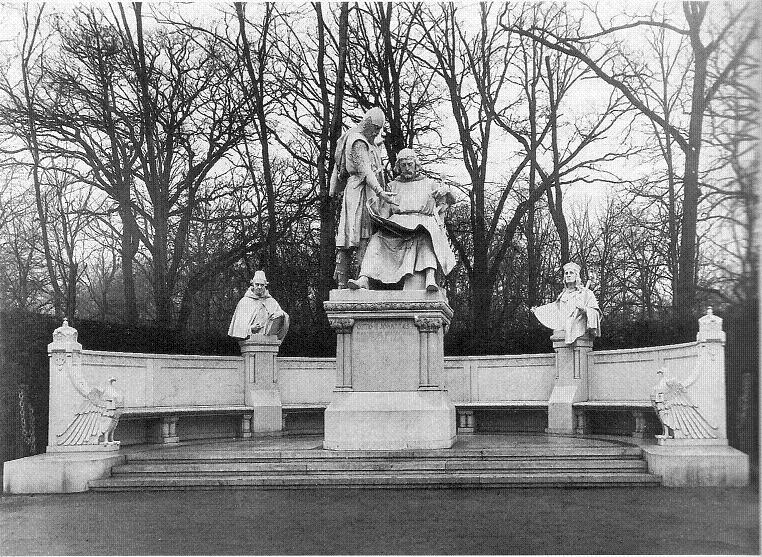
Siegesallee, Denkmalgruppe 5
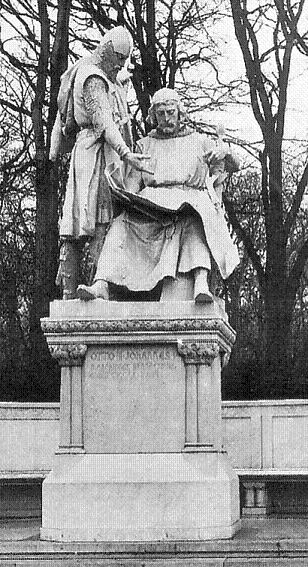
Siegesallee, Denkmalgruppe 5, Otto III. und Johann I.
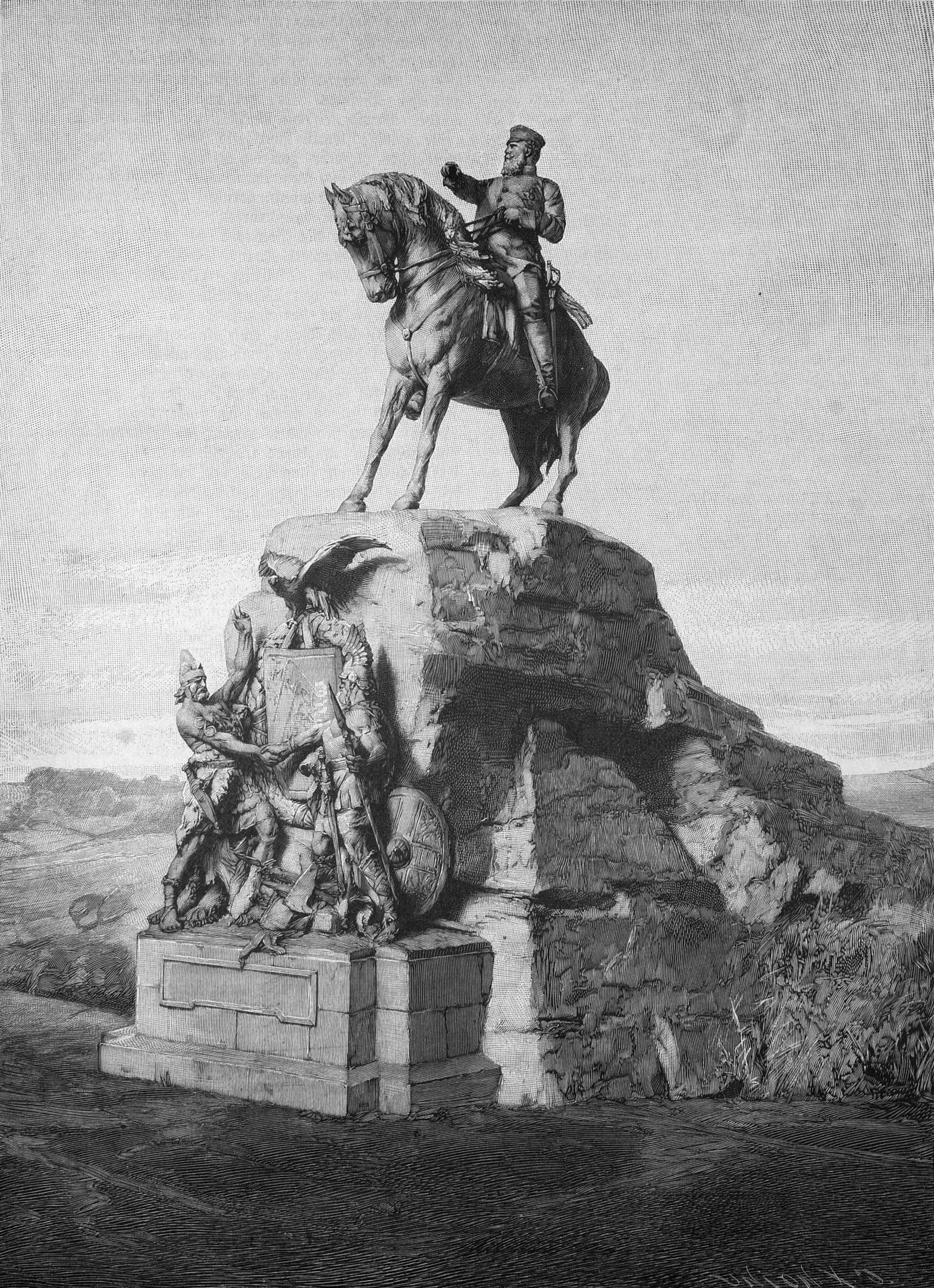
Denkmal Kaiser Friedrichs III. in Wörth (zerstört)
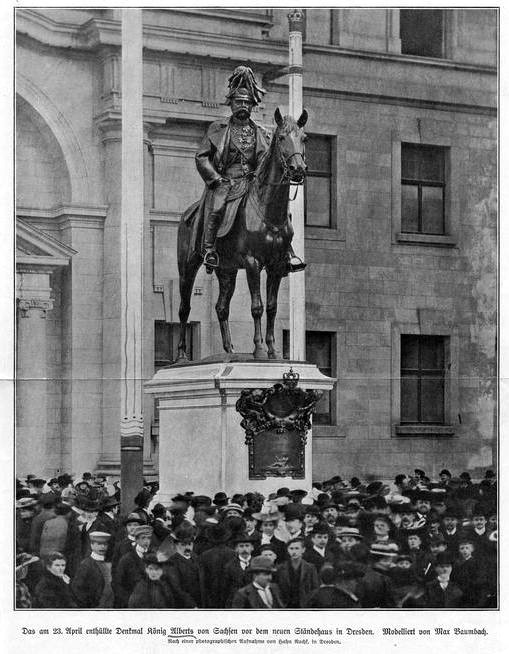
Enthüllung des Reiterstandbilds König Alberts von Sachsen in Dresden
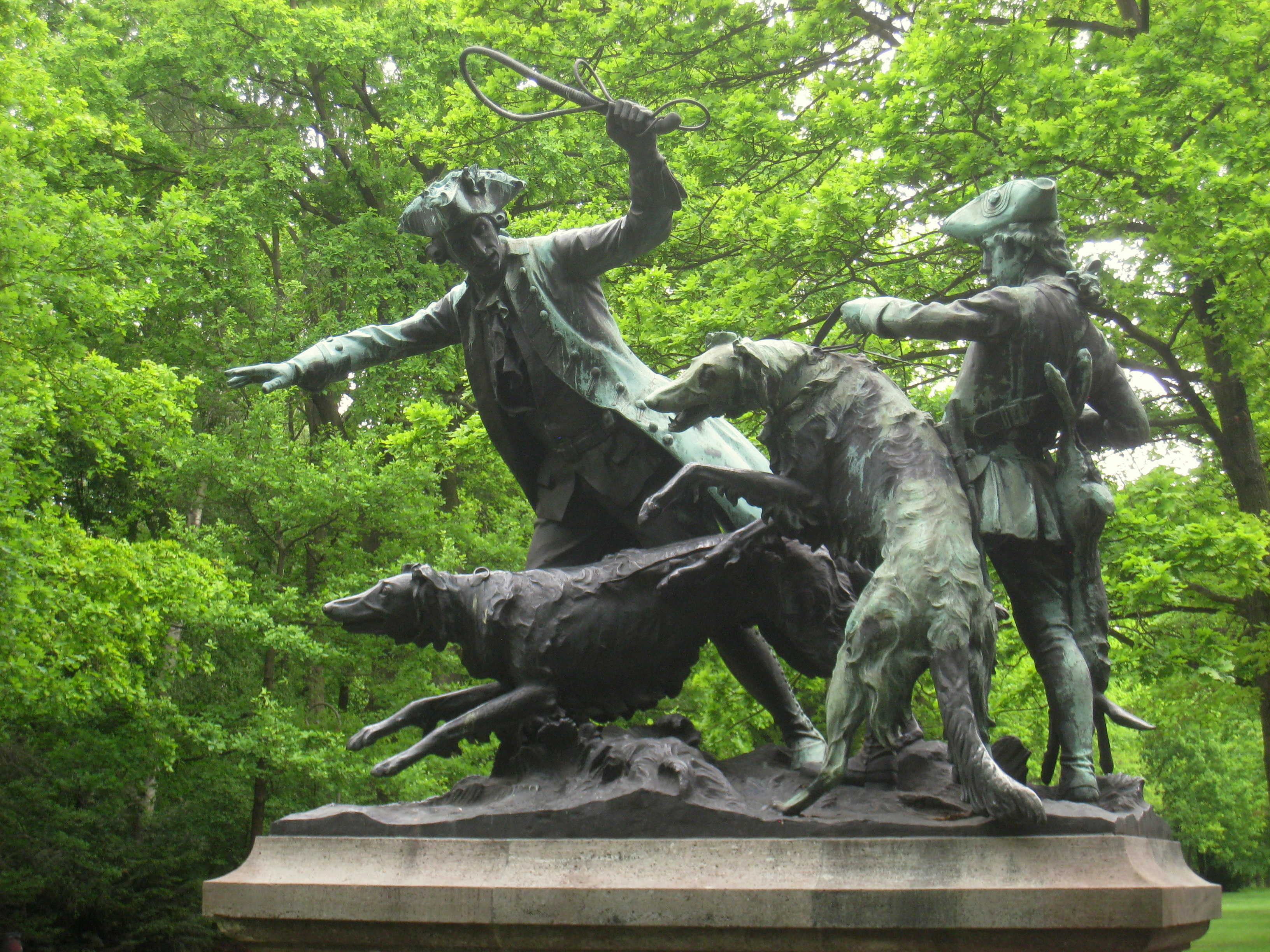
„Hasenhatz (zur Rokokozeit)“ an der Fasanerieallee in Berlin

## Auszeichnungen
- 1891: Kleine Goldene Medaille (Berlin)
- 1892: Kleine Goldene Medaille (München)
- 1893: Goldene Medaille (Weltausstellung Chicago)
- 1894: preußischer Kronen-Orden IV. Klasse
- 1894: Große Goldene Medaille (Wien)